# Tour du Limbourg (Pays-Bas)
Pour les articles homonymes, voir Tour du Limbourg.
Le Tour du Limbourg (en néerlandais : Ronde van Limburg) est une course cycliste sur route masculine néerlandaise. Il a été créé en 1948 et est disputé dans le Limbourg. Il est organisé par la Fondation de la semaine cycliste de Stein (Stichting Wielerweekend Stein), qui organise également le Circuit de la vallée de la Meuse (Omloop van de Maasvallei) dans la même région.
Le départ de la course est donné à Stein. Le parcours passe par plusieurs monts du Heuvelland limbourgeois empruntés également par la classique Amstel Gold Race : le Cauberg, l'Eyserbosweg, le Gulperberg (nl), le Camerig (nl).
Le Tour du Limbourg fait partie du calendrier national de l'Union royale néerlandaise de cyclisme.

## Palmarès
| Année     | Vainqueur              | Deuxième                | Troisième               |
| --------- | ---------------------- | ----------------------- | ----------------------- |
| 1948      | Evert Grift            | Jef Van Driel           | Theo Blankenauw (nl)    |
| 1949      | Non-disputé            | Non-disputé             | Non-disputé             |
| 1950      | Wim Dielissen (nl)     | Hans Dekkers            | Jan Nolten              |
| 1951      | Fons Jacobs            | Albert Donker           | Jaak van Dijk           |
| 1952      | Hein Gelissen          | Adri Voorting           | Jules Maenen            |
| 1953      | Frans Mahn             | Hein Smeets             | Piet van den Brekel     |
| 1954      | Martin van den Borgh   | Nicolas Lapage          | Daan de Groot           |
| 1955      | Michel Stolker         | Jef Lahaye              | Piet van den Brekel     |
| 1956      | Gerard Vergooszen      | Leo Steevens            | Martin van den Borgh    |
| 1957      | Wim Gramser            | René Lotz (nl)          | Joop Captein            |
| 1958      | Piet Rentmeester       | Valère Paulissen (de)   | René Lotz (nl)          |
| 1959      | Rolf Wolfshohl         | Jean Hermans            | Leo Knops (nl)          |
| 1960      | Lex van Kreuningen     | Kees de Jongh           | Piet van Hees           |
| 1961      | Jan Janssen            | Leo Knops (nl)          | Henk Nijdam             |
| 1962      | Gerben Karstens        | Cees Haast              | Jan Schröder (en)       |
| 1963      | Leo van Dongen (nl)    | Henk de Jong            | Jean Bastin             |
| 1964      | Jan Tummers (nl)       | Cor Brugel              | Jan Doek                |
| 1965      | Evert Dolman           | André van Middelkoop    | Jan van der Horst       |
| 1966      | Harry Steevens         | Eddy Beugels            | Rini Wagtmans           |
| 1967      | Henk Nieuwkamp (nl)    | Piet Tesselaar          | Piet de Wit (nl)        |
| 1968      | Jan Krekels            | Leen Poortvliet (nl)    | Joop Zoetemelk          |
| 1969      | Chris Pepels           | Frits Slüper            | Jan Spetgens (de)       |
| 1970      | Fedor den Hertog       | Wim Bravenboer (de)     | Antoon Brouns           |
| 1971      | Henk Poppe             | Arie Hassink            | Cees Priem              |
| 1972      | Piet van Katwijk       | Jo van Pol (nl)         | Jan Spetgens (de)       |
| 1973      | Mathieu Dohmen (nl)    | Huub Geilenkirchen      | Jan Breur (nl)          |
| 1974      | Mathieu Dohmen (nl)    | Jo van Pol (nl)         | Bennie Ceulen (nl)      |
| 1975      | Henk Lubberding        | Frits Schur             | Ton ter Harmsel         |
| 1976      | Piet van Kollenburg    | Joop Ribbers            | Piet van Leeuwen        |
| 1977      | Leo van Vliet          | Henk Mutsaars           | Johan van der Velde     |
| 1978      | Toon van der Steen     | Jacques van Meer        | Jacques Verbrugge       |
| 1979      | Jacques van Meer       | Henk Mutsaars           | Adri van der Poel       |
| 1980      | Peter Damen            | Henk Havik              | Jan Harings             |
| 1981      | Jos Hannen             | Hans Koot (de)          | Anton van der Steen     |
| 1982      | Johan Lammerts         | Teun van Vliet          | Anton van der Steen     |
| 1983      | Gert Jakobs            | Peter Hofland           | Anton van der Steen     |
| 1984      | Han Vaanhold           | Erik Breukink           | Herman Winkel (nl)      |
| 1985      | René Beuker (nl)       | Marc van Orsouw         | Peter Harings           |
| 1986      | Stephan Räkers         | John Talen              | Rob Kleinsman           |
| 1987      | Arjan Jagt (nl)        | Willem-Jan van Loenhout | Joost van Adrichem (nl) |
| 1988      | Louis de Koning        | Zdzisław Wrona          | Rinus Ansems            |
| 1989      | Richard Luppes         | Raymond Meijs           | Eddy Bouwmans           |
| 1990      | Erik Knuvers           | Menno Vink (nl)         | Richard Groenendaal     |
| 1991      | Rinus Ansems           | Erwin Kistemaker        | Godert de Leeuw (nl)    |
| 1992      | Marcel van de Vliet    | Viatcheslav Kovaliovas  | Bart Voskamp            |
| 1993      | Kestitus Stakenas      | Max van Heeswijk        | Roger Vaessen           |
| 1994      | Raymond Thebes         | Marc Lotz               | Rik Reinerink           |
| 1995      | Niels van de Steen     | Lucien de Louw (nl)     | Louis de Koning         |
| 1996      | Louis de Koning        | Marc Lotz               | Niels Barsingerhorn     |
| 1997      | John van den Akker     | Erwin Thijs             | Johan Bruinsma (nl)     |
| 1998      | Matthé Pronk           | Andreas Kappes          | Thorwald Veneberg       |
| 1999      | Michael Schlickau (de) | Ralf Grabsch            | Wim van de Meulenhof    |
| 2000      | Erwin Thijs            | Berry Hoedemakers (nl)  | Kees Jeurissen (nl)     |
| 2001      | Kees Jeurissen (nl)    | Danny Stam              | Marco Engels            |
| 2002      | David Orvalho          | Alexey Shchebelin       | Mathieu Heijboer        |
| 2003      | Non-disputé            | Non-disputé             | Non-disputé             |
| 2004      | Sebastian Langeveld    |                         |                         |
| 2005      | Thom van Dulmen (nl)   | Tom Stamsnijder         | Dmitry Kozontchuk       |
| 2006      | Joost van Leijen       | Thomas Berkhout         | Albert Timmer           |
| 2007      | Wim Botman             | Hans Bloks              | Klaas van Hage          |
| 2008      | Johnny Hoogerland      | Hans Bloks              | Jeroen Boelen           |
| 2009      | Thijs Al               | Bert-Jan Lindeman       | Lars Vierbergen         |
| 2010      | Maarten de Jonge       | Bjoern Glasner          | Bart van Haaren         |
| 2011      | Ramon Sinkeldam        | Jelmer Asjes            | Daan Olivier            |
| 2012      | Bart van Haaren        | Huub Duyn               | Jasper Hamelink         |
| 2013      | Non-disputé            | Non-disputé             | Non-disputé             |
| 2014      | Peter Schulting        | Derk Abel Beckeringh    | Bart van Haaren         |
| 2015      | Jochem Hoekstra        | Stefan Poutsma          | Sjoerd Kouwenhoven      |
| 2016      | Martijn Budding        | Gert-Jan Bosman         | Jetse Bol               |
| 2017      | Jarno Gmelich          | Arvid de Kleijn         | Tijmen Eising           |
| 2018      | Rick Ottema            | Kelvin van den Dool     | Piotr Havik             |
| 2019      | Brecht Stas            | Jaron Wydooghe          | Sjors Dekker            |
| 2020-2021 | Non-disputé            | Non-disputé             | Non-disputé             |
| 2022      | Jaap Roelen            | Coen Vermeltfoort       | Jelle Vermoote          |
| 2023      | Non-disputé            | Non-disputé             | Non-disputé             |
| 2024      | Jarno Widar            | Viktor Soenens          | Leander Van Hautegem    |